# Charles Dubois de Gennes
Pour les articles homonymes, voir Dubois et Gennes.
Jean Charles Louis Dubois de Gennes (Dumfries en Écosse, 15 avril 1814 - Paris, 15 mai 1876) est un écrivain, journaliste et chansonnier français.

## Biographie
Ancien militaire chez les chasseurs d’Afrique et chez les Hussards, membre de la Société du Caveau, collaborateur de l'Almanach pour rire, il reste connu pour une correspondance avec Victor Hugo qui lutta pour sa grâce : « ...je l'ai prévenu que j'interpellerais le ministre de la Guerre si l'on ne graciait pas Dubois de Gennes, dont le frère avait été secrétaire du duc ; il me dit qu'il m'appuierait... »
Il publia aussi sous le pseudonyme de Claudius Transiens. 

## Œuvres
- Dors-tu Marie ?, mélodie d'Henri Caspers, 1851
- Le Troupier tel qu'il est à cheval, 1862
- Les Envieux, 1865
- La Huronne, scènes de la vie canadienne, de Émile Chevalier (préface), 1867
- Sous le casque, rimes à la dragonne, avec Victor Hugo (Lettre), 1869
- Chasse aux femmes et aux lions en Algérie, 1874